# يو فنغكاي
يو فنغكاي (مواليد 13 مارس 1995) هو ملاكم صيني، مثّل بلاده في الألعاب الأولمبية الصيفية 2016.

## روابط خارجية
يو فنغكاي على موقع بوكس ريك (الإنجليزية) (registration required)
- يو فنغكاي على موقع اللجنة الأولمبية الدولية (الإنجليزية)
- يو فنغكاي على موقع أوليمبيديا (الإنجليزية)
- يو فنغكاي على موقع اللجنة الأولمبية الصينية (الإنجليزية)